# .hack//黄昏の腕輪伝説
『.hack//黄昏の腕輪伝説』（ドットハック たそがれのうでわでんせつ）は、Project .hackの一環として製作された漫画作品およびテレビアニメ作品。原作は浜崎達也、作画は依澄れいによる。略称および通称は「うででん」。

## 概要
ゲーム版『.hack』の4年後を描いた作品で、舞台となるオンラインゲーム『The World』のR:1世代最後の作品。シリーズで唯一キャラクターがSD調で描かれており、萌え要素を意識した表現が多い。
漫画は2002年1月号から2003年11月号まで月刊誌『コンプティーク』で連載され、単行本は全3巻。アニメは2003年1月8日から同年3月26日まで、テレビ東京・テレビ愛知・テレビ大阪で全12話が放送された。その他、本編とは別に小説『.hack//AI buster』2巻収録の短編小説、アニメ版サウンドトラック収録の短編ラジオドラマなどの外伝的作品が存在する。

### 漫画版とアニメ版の差異
漫画の連載開始後にアニメ化されているが、アニメの最終話の放送は漫画の完結よりも早い。その影響からか、基本的な設定や登場するキャラクター、中盤以降のストーリー展開に大きな違いが存在する。
後に発売された『.hack//G.U.』付属のターミナルディスクでは漫画版のみに登場するゼフィの存在が示唆され、『.hack//Link』でも漫画版準拠の物語が描かれている。そのため、漫画版が正史として扱われている可能性が高い。
|                                | 漫画版                                                                                      | アニメ版                                                                          |
| ------------------------------ | ------------------------------------------------------------------------------------------- | --------------------------------------------------------------------------------- |
| シューゴ（秀吾）とレナ（怜奈） | 中学3年生。 同居している。                                                                  | 中学2年生。 両親の別居に伴い別々に暮らしている。 漫画版よりもリアルの描写が多い。 |
| ストーリー                     | アウラとゼフィの再会が目的。 アルビレオなど『.hack//AI buster』との関連描写が存在する。     | 未帰還者の救出が目的。 レナを含めた複数人が未帰還者となっている。                 |
| 片方のみに登場するキャラクター | ゼフィ、カズ、ワイズマン、ミストラルなど。 砂嵐三十郎はHOTARUの友人として姿が描かれるのみ。 | 砂嵐三十郎、モルティ、小学生ハッカー4人組。 ゲスト的な扱いで銀漢も登場する。      |

## あらすじ

### 漫画版
伝説の「.hackers」が『The World』を救ってから4年が経過した。.hackersは「最後の謎をクリアした伝説のパーティ」として伝えられ、中心人物と同モデルのPCはCC社によって作成制限の措置が採られていた。
ある日「カイト」「ブラックローズ」型のPCをプレゼントする限定キャンペーンを実施。当選したのは双子の兄妹・国崎秀悟と国崎玲奈。それぞれを「シューゴ」「レナ」と名づけて『The World』へとログインする。2人は訪れた初心者向けエリアで、エリアの難易度に反する高レベルモンスター・ゴーレムと遭遇。レナを庇って攻撃を受けてHP0となったシューゴは仕様外の空間へと転送され、アウラと名乗る少女から「.hackersの伝説を継もの」と呼ばれ、金色の腕輪を託される。
通常空間へと戻ったシューゴが見たものは、レナを救いゴーレムと戦う白い翼のPCであった。白い翼のPCはシューゴの腕輪を確認すると、ゴーレムに対して腕輪を使うよう進言する。意味を解せないままシューゴはゴーレムに右腕を向けると光が発せられ、ゴーレムは初心者エリア相当の低レベルモンスターへと姿を変えた。困惑したシューゴは腕輪のことを聞こうとしたが、白い翼のPCは既に姿を消していた。その隙を突いて逃げようとしたモンスターは雷の呪文で倒され、驚いた2人の前に「レアハンター」を自称するミレイユが現れる。珍しいシューゴのPCと腕輪に興味もったミレイユが半ば強引に仲間に加わった。
白い翼のPCの正体は管理者のバルムンクであった。かつてカイトとともに戦ったバルムンクは、『The World』内の異変を察知して4年前の「黄昏事件」の再来の危険性を上層部に報告していたが、事態に真剣に対応する姿勢が見えないことに苛立っていた。それでも管理者としてプレイヤーを楽しませるためにイベントを企画するバルムンクであったが、どこか偏った趣向のイベントが多く、プレイヤーからは「バルムンクは変わり者の管理者」と認識されていた。ホワイトデーイベントも例外ではなく、参加したレナとミレイユはバルムンクを酷評した（なお、終盤まで白い翼のPCがバルムンクだと知らない）。
シューゴが『The World』を初めて1か月が経過。腕輪の暴走で度々ステータス異常になっていたレナは、シューゴの腕輪を「呪いの腕輪」と呼び使用を禁じていた。バルムンクは部下のレキから上層部からの呼び出し指示を告げられるが、花見のイベント開催日を理由に放置した。イベントは例に漏れず独特の趣向で行われたが、イベントを通じてシューゴはミレイユの仲間の凰花と知り合う。その後、シューゴとレナは病気のプチグソを連れたHOTARUと出会う。同時にコミヤン3世とも出会うが、独特の口調からシューゴは同級生であることに気づく。現実世界そのままの喧嘩をする2人に愛想を尽かし、レナはパーティを離れる。シューゴとHOTARUは2人でプチグソ治療のアイテムを探すこととなる。
七夕イベントの運営はレキに任せ、バルムンクは身分を隠してプレイヤーとして参加することとなった。織姫に選ばれたレナを巡って遠泳競技は始まったが、プチグソに乗って楽をするコミヤン3世に対してシューゴは腕輪の力を使用して魚型モンスターに姿が変化した。終盤モンスターに襲われたシューゴはバルムンクに救われ、僅差で勝利するもレナはバルムンクに夢中。ショックを受けたシューゴは強くなることを決意するのであった。次いで開催された肝試しイベントには見違えるほど強くなったシューゴの姿があった。肝試しの後に花火も予定されていたが、管理者すら予期しない雨が降り出しBGMも変化。その時、シューゴはアウラに似た少女と遭遇する。
アウラに似た少女はよく見ると幼く、髪の色も異なっていた。ミレイユが「放浪AI」だと予測した彼女の名前はゼフィ。ゼフィはアウラを「ママ」と呼び、アウラの匂いがする腕輪を持つシューゴに懐いた。シューゴはゼフィに、アウラを探すことを約束する。一方バルムンクは、CC社のデバッグチーム「碧衣の騎士団」がシューゴの周辺を調べているという話を耳にする。その時、碧衣の騎士団はハッカーが『The World』に流した放浪AIを捕獲し、騎士長の神威の持つヴォ―タンの槍でデータ消去していた。
アウラの情報を集めるため、シューゴたちは新しく公開されたルートタウン「幻の都ネーベル・モント」に向かった。情報収集に酒場を訪れたミレイユは情報屋のワイズマンの接触、ミレイユに「4年前にアウラが目撃されている」ことを教え、掲示板の過去ログを調べることを助言する。一方、レナとHOTARUは素性を隠して接触した神威にゼフィについて話してしまい、神威はレナたちに「ネットスラム」の存在を告げられる。シューゴとゼフィはレナからの連絡を受けて合流を図るが、その背後の物陰には意味ありげにシューゴを睨む、顔の半分が魚のままのコミヤン3世の姿があった。
合流したシューゴたち一行。ゼフィに引き止められたシューゴを残し、4年前の事件を調べるためにログアウトした。その際シューゴとレナは4年前に隣に住んでおり、『The World』を始めるきっかけになった「カズ兄」の存在を思い出していた。戻ったミレイユが集めた情報は4年前に噂されていた様々な異変、全てが4年前に発生しており、これが.hackersが解いた「最後の謎」に繋がるのではないかと考えた。一方バルムンクは上層部に腕輪の危険性について報告を求められていたが、提出した報告が意に反したものであったことから叱責され、これまでのユーザ重視の姿勢で上層部と対立していた経緯もあり管理者権限を剥奪される。シューゴらへの対応は神威に一任され、コミヤン3世から違法PCだと通報を受けた碧衣の騎士団によってシューゴら全員が拘束されてしまう。シューゴ・レナは神威からアカウント停止が通告され、ミレイユ・凰花・HOTARUにも同罪と釘を刺しつつ3人は解放された。
バルムンクは自宅謹慎を言い渡されるが、管理者としての箍が外れたことで却って動きやすくなり、ワイズマン他2人の.hackers関係者と協力してシューゴらを守る決意を固める。解放されたミレイユは母親に、仲間を思う気持ちとPC削除リスクの板ばさみである気持ちを吐露する。母はミレイユに「自分が思うとおりにやる」ことを助言し、凰花・HOTARUから同じ悩みを打ち明けられシューゴを助ける決意を固める。その際、ミレイユの母はミレイユに、昔の仲間を助けるために一時的にPC操作を代わって欲しいと申し出た（ミレイユのPCは母から譲り受けたもので、母が操作していた当時の名前は「ミストラル」）。
シューゴ・レナは隔離された状態に置かれたが、ゼフィによって救出される。神威の部下マギはなぜ早くアカウント削除しないのかと不満を口にするが、神威は消そうとしても消せないことを語った。ミレイユから指定されたエリアに向かったシューゴたちが出会ったのは、4年前の事件の関係者だというカズと名乗るPCであった。ミレイユの母の知り合いだと語るカズの姿にどこか懐かしさを感じたシューゴとレナであったが、記憶にあった「カズ兄」であることに気付く。カズはシューゴたちにネットスラムへの鍵を渡すが、その刹那碧衣の騎士団が現れる。カズと凰花が騎士団を足止めしてシューゴたちを逃がすが、神威1人がシューゴたちを追う。対峙したシューゴは神威に放浪AIを消す理由を問うと、神威は「世界の秩序を守るため」と答えた。HOTARUが神威の前に割って入るがその瞬間HOTARUのプチグソの空腹音が響き、ゼフィがプチグソに大量の餌を与えて巨大化する。目の前で仕様外の不正行為が行われたことに神威は激高、ヴォ―タンの槍で斬りかかるが逆に破壊されてしまう。
かつて神威には度会（『AI buster』のアルビレオ）という尊敬する上司がいたが、4年前に放浪AIが原因で退社したと噂されており、それ以来渡会が守ろうとした『The World』を守ることを信義としてきた。しかし目の前のシューゴが語る腕輪と、管理者すら制御できないアウラという存在を知り当惑する神威。アウラがかつて度会が語った「神」という存在ではないかという考えに至り、神を除去してきた自分たちの存在についての疑問を持つ神威にゼフィは「The Worldでは全ての人が祝福される」と告げる。神威は一度だけシューゴたちを見逃すことにした。
ネットスラムに辿り着いたシューゴ一行を待っていたのはバルムンクであった。バルムンクはここに至って初めてシューゴたちに名乗り、アウラに会う資格があるかを試すとしてシューゴに一騎打ちを求めた。バルムンクに認められたシューゴは、レナ・ゼフィと3人でアウラのいるエリアに向かう。この時、シューゴは4年前カズのパソコンでこっそり『The World』にログインし、偶然生まれたばかりのアウラと出会っていたことを思い出す。シューゴはアウラに「妹を守れる勇者になりたい」と語ったが、現実世界で友人に馬鹿にされて忘れていたのであった。アウラの元へ駆け寄るゼフィ。シューゴも4年間の出来事をアウラに話そうと決意した。
その頃ネットスラムでは、バルムンクとミストラルが今回のアウラの行動について語り合っていた。4年前の事件で『The World』のシステムそのものになったアウラが、さらなる進化のためのサンプル集めだろうと推測するバルムンク。それに対してミストラルは、母になるにあたって心配だったんだろうと応じた。

### アニメ版
七夕イベントまでのおおまかな流れは、多少の前後はあるが漫画版とほぼ同じ。ただし、以下に挙げる大きな設定の変更点が存在する。
- 物語開始前後から『The World』内ではバグが増加、調査していた管理者が未帰還者となる事件が発生。物語開始後もバグモンスターが出現。
- 秀悟と玲奈は両親の別居を理由に別々に暮らしており、現実世界のエピソードが描かれる。
- バルムンクの姿と名前は一般プレイヤーにも知られており、序盤にミレイユから知らされるが管理者だとは知られていない。
- 砂嵐三十郎が序盤から登場。ログイン間もないHOTARUがと出会い、バルムンクからシューゴの師匠となって鍛えることを依頼される。
- HOTARUとプチグソは『.hack//SIGN』の司のエピソードをパロディした形で出会う。ただし、司の例とは異なり病気は治療でき、そのままHOTARUが引き取る。
- コミヤン3世に対するデータドレインは本人を狙ったものではなく、七夕イベントに出現したバグモンスターに対して使用した際の巻き込み。

度重なるバグモンスターの出現には、4人の小学生ハッカーが関わっていた。カイトの腕輪を持つシューゴの排除を画策し、手始めにアウラを騙ったメールをシューゴに送り、一行を罠を張った幽霊屋敷のエリアへと呼び出した。探索の最中1人はぐれたレナはバグモンスターによって倒され、そのまま行方不明になってしまう。一方バルムンクはデバッグチーム「碧衣の騎士団」団長の神威と対峙。ユーザを重視するバルムンクと、秩序維持を重んじる神威、互いの立場から相容れない存在であると再確認した。
シューゴら一行は『The World』中を探し回るがレナは見つからず、4人組はさらにシューゴを追い続けた。バルムンクと部下のレキは自らが管理者であることをシューゴらに告げ、「カイト」「ブラックロ－ズ」のプレゼントキャンペーンがCC社の企画でないことを明かした。その日、秀悟がログアウトすると別居している母からの電話、母は玲奈が意識不明になっていることを秀悟に告げた。シューゴはバルムンクらとともに『The World』内の調査を開始した。バルムンクによると、レナは行方不明になって以降ログアウトした形跡がなかったこと、レナ以外にもプレイ中に意識不明になっている人がいることを伝えた。また、バルムンクと砂嵐三十郎によって「黄昏事件」の詳細と、自らが.hackersのメンバーであったことが語られた。一方、ゲーム内に意識が囚われて意識を失っていたレナはアウラによって助けられたが、閉じ込められたエリアからの脱出方法が分からず何もできないままでいた。
バグモンスターを調べることでレナの転送先を調べようとするシューゴらであったが、あと一歩というところで碧衣の騎士団が現れバグモンスターは消去されてしまう。タイミングよく現れたこと、作戦を邪魔したことを怪しむバルムンクであったが、神威の背後に現れたのはレキであった。神威は上層部がこの件についての対応を神威に任せたと言い、バルムンク自身はユーザ寄りすぎることを上層部から叱責を受ける。上層部は行方不明者の捜索を碧衣の騎士団に任せるとしたが、不正行為廃絶を重視する碧衣の騎士団では解決は見込めないとシューゴやバルムンクは危惧する。その頃、シューゴのデータドレインを受けてグラフィックが変異したコミヤン3世が、データ改竄の違法行為者として碧衣の騎士団に囚われていた。コミヤン3世の告発により碧衣の騎士団に囚われかけたシューゴは、かつて紅衣の騎士団副団長であった銀漢によって救われる。シューゴを庇って碧衣の騎士団に囚われた銀漢は神威に騎士の何たるかを語るが、神威は聞き入れずアカウント消去に至った。その頃バルムンクは上層部の指示を無視して行方不明者捜索を続けたとして、管理者権限を剥奪・他部署への異動を通告された。
碧衣の騎士団に追われるシューゴの元にレナからのメールが届く。レナの生存を確信し手がかりを探そうとするが、騎士団に追われる状況では何もできずにいた。そんなシューゴらの元に、バルムンクを裏切ったと思われていたレキが現れる。レキは独自にレナのメールの送信元を探り、未公開のエリアからであることを突き止めて一行に伝えた。カイトの腕輪によるゲートハッキングで未公開エリアに辿り着いたシューゴらを待ち受けたのは、同エリアに碧衣の騎士団を誘き寄せて返り討ちにする作戦を企てていたハッカー4人組であった。追って現れた碧衣の騎士団を加えて三つ巴の状況となるが、放浪AIモルティの出現によって戦況が一変。モルティのデータドレインによって、場に居合わせたシューゴ一行・神威・美智以外の大多数が未帰還者となってしまう。シューゴらは腕輪を使用してエリアからの脱出を試みるが、転送される瞬間に遠くから走り寄るレナの姿を目にする。
多数の意識不明者を出した事件は現実世界でも大きなニュースとなり、CC社内における事後処理は全てレキに一任された。バルムンクは更迭以降『The World』内で隠居したような状態にあったが、レキの一言で一ユーザとして活動する覚悟を決め、レキからマスターキーを託される。シューゴ一行は先日のエリアに繋がる未公開サーバのルートタウン「幻の都ネーベル・モント」を訪れていた。仕様外の強力モンスターに苦戦していたが、駆けつけたバルムンクの機転により撃退することに成功、その後モルティと対峙する。
一方、レキはネーベル・モントのサーバがCC社の管理から切り離されるのを確認、小学生ハッカーたちのパソコンを調べた神威と合流して事件の目的が「死」について知ることだという結論に至っていた。レキの調査によると改造モンスターによってHP0になったキャラクターは、未公開サーバの特定エリアに転送されるとともに、「自分は死んだ」という強力な暗示がかけられるようプログラムされていた。しかしこういった計画は『The World』を司るAIアウラによって察知され、“カイト”と“ブラックローズ”を復活させ、計画を阻止でできる力を持つ腕輪をシューゴに託したのであった。モルティはアウラの消去も画策し、そのための手段としてレナを捕らえたのであった。
改造モンスターに捕らわれたレナにモルティはウィルスを打ち込み、アウラを含めた繋がりのある者全ての消去を試みる。アウラによってウィルス侵食の進行は食い止められたが、モンスターに対するデータドレインはアウラによってレナへの危険性を指摘される。侵食の影響によりシューゴらは武器すらも封じられ窮地に陥った時、神威が現れアイテムによって応戦することを助言するが、それも足止めにしかならなかった。一方、モンスターによって弾き飛ばされたシューゴは、レナと繋がりがあるにも関わらず唯一ウィルスの侵食を受けていないコミヤン3世と遭遇する。データドレインを受けたことで耐性ができたと推測したシューゴは、仲間たちに対してデータドレインを使用することを決意。侵食を正常に除去されたシューゴ・ミレイユ・HOTARUは反撃を開始するが依然モンスターにダメージは与えられず、シューゴは最後の手段としてデータドレインを使用する覚悟を決める。
データドレインは成功しレナは救出。シューゴのモルティを狙った攻撃は美智と互いに庇いあう形となり、攻撃を受けたモルティは消滅した。それにより「最後のトラップ」が発動して多数のカオスゲートが出現、破損データを『The World』中に撒き散らし全てを破壊することを目論んだ。事件の顛末を独白する美智はシューゴとレナの話を通じて、モルティの最期の行動は「死の痛みを知らないモルティが自らの身代わりになった」という結論に至る。『The World』の崩壊は新たな“カイト”と“ブラックローズ”により食い止められる。「.hackers」は再度『The World』を救ったのであった。

## 登場人物

### 主要登場人物
※【アニメ】以降の記述については、アニメ版において追加・変更されている設定。
シューゴ
声 - 皆川純子
本作の主人公。双剣士。PCモデルはカイトと同じタイプだが、若干色使いが異なる。
「ゲームは卒業」と自称していたが、限定PCのキャンペーンに双子の妹・レナがシューゴの分も勝手に応募し、当選したことで『The World』を始める。当初は何をするにも中途半端な性格であったが、仲間との交流やゼフィとの冒険を通じて精神的に大きく成長していく。物語序盤にアウラから腕輪を託されるが、アウラとは4年前に既に出会っていたことが終盤に判明する。その際交わした約束により、アウラが複製した“カイト”を託すきかっけに繋がったと、後に発売された『hack//G.U.』付属のターミナルディスク内の映像にて明かされている。
プレイヤーは中学3年生の国崎 秀悟（くにさき しゅうご）。玲奈（レナ）は双子の妹。妹に対しては過保護気味で、『The World』を始めたきっかけも元々は妹を落胆させないため。
【アニメ】
バルムンクに依頼された砂嵐三十郎によって鍛えられ、プレイヤーとしてのスキルを身につけた。なお、差し歯という設定が追加されている。
レナ
声 - 中原麻衣
本作のもう1人の主人公。重剣士。PCモデルはブラックローズと同じタイプ。
限定PCのキャンペーンに兄・シューゴの分も合わせて応募、2人とも当選し兄妹揃って『The World』を遊ぶことになる。当初はシューゴと遊ぶことのみに楽しさを見出していたが、ミレイユやHOTARUとの交流を通じて『The World』そのものを楽しむようになる。それでもシューゴにべったりのゼフィの登場には困惑し、嫉妬すらしていた。
プレイヤーは中学3年生国崎 玲奈（くにさき れな）。兄よりも『The World』歴は長く、「レナ」以前に「ブリギッド」という名前で遊んでいた。
【アニメ】
改造モンスターに倒されて『The World』内で行方不明となり、現実世界でも意識不明に陥った。アウラに繋がる存在であることを、モルティや美智に利用される。
プレイヤー本人は両親が別居しているため、兄・秀悟とも離れて暮らしている。兄と交流する場所として『The World』を思い立ったという設定で、兄の分も勝手に応募した理由付けがされている。しかし、一緒に遊ぶようになっても様々な精神的ショックから立ち直れず、リアルでは不登校が続いていたが、ネット上では平静を保ち続けていた。
ミレイユ
声 - 松岡由貴
「愛と勇気のレア☆ハンター」を自称する呪文使い。
プレイヤーはIQ200の天才4歳児・黒川 深鈴（くろかわ みれい）。

凰花（おうか）
声 - 甲斐田ゆき
姉御肌の人狼族。人狼族という職業は狼に変身できるため、普段は狼の姿でいることも多い。元々はミレイユの仲間で、花見イベントをきっかけにシューゴらとともに行動するようになる。「神拳の凰花」の通り名で知られており、その腕前は多数の碧衣の騎士団を一蹴するほどで、バルムンクも一目置いているほど。
プレイヤーは東京都内在住の女子大生（氏名不明）。黒川深鈴（ミレイユ）の家庭教師をしている。『The World』では姉御肌なキャラクターを演じるが、ミレイユによると普段はとても落ち着きがあり淑やか。
【アニメ】
イメージカラーが紫に変更。初出の花見イベントで、シューゴからレアアイテムの首輪をプレゼントされる。
HOTARU（ホタル）
声 - 川澄綾子
片言の日本語を話す呪文使い。PCモデルは司やエルクと同じタイプで、イメージカラーは緑。どんな命でも大切に思いやる優しい思考の持ち主だが、『The World』のモンスターにも大しても情けをかけ、説得を試みたこともある。その性格からか、作中で一度も攻撃魔法スキルを使用しない。
プレイヤーはアメリカ合衆国マサチューセッツ州ボストン在住の13歳の少年（氏名不明）。アイルランド系アメリカ人の父と、日本人の母の間に生まれたハーフで、日本語の勉強のためにアメリカからJPサーバーに接続している。幼いころ母の田舎で蛍を見たことが印象に残っており、PC名の由来にもなっている。外見は女の子と見紛うほどの美形で声変わりもまだ迎えていないため、容姿から性別を判断するのは難しいらしい。
【アニメ】
イメージカラーがピンクに変更。砂嵐三十郎とは初めてメンバーアドレスを交換して友達となっている。後に発売されたボイスドラマでは、三十郎のプレイヤーとともに日本を訪れるが途中ではぐれてしまう。
バルムンク
声 - 檜山修之
CC社のシステム管理者、ゲームマスター。管理者として一般プレイヤーにも名前が知られているが、姿までは知られていない様子。

レキ
声 - 保志総一朗
バルムンクの部下。イベント運営から問い合せの対応、怠けがちなバルムンクの補佐まで幅広く仕事をこなす苦労人。上層部の意向を無視して異変の調査を進めるバルムンクが更迭されても、なお『The World』のために必要だと信じ続け、CC社内部から隠れて支援を続けた。
プレイヤーについては一切が不明。
【アニメ】
中盤以降、レナ捜索作戦の情報を神威に密告し裏切ったと思わせながらも、シューゴ一行に内部情報を与えたりるなど謎の行動が多く見られる。終盤に至るまで暗躍し続けるが、最終的に全ての行動理念はバルムンクのためであったことが判明する。
アウラ
声 - 坂本真綾
4年前の事件で『The World』を司る存在になったAI。

神威（かむい）
声 - 玉川紗己子
CC社のシステム管理者、デバッグチーム「碧衣の騎士団」の団長。オッドアイを持つ。データ改竄などの不正行為を異常なまでに嫌悪し、全てを『The World』から排除することを信念としている。その苛烈な姿勢はユーザ寄りの姿勢の管理者バルムンクとは対立し、同じくバルムンクの理念と反する上層部からの評価は高い様子。
プレイヤーはCC社社員の柴山 咲（しばやま さき）。本作の6年前にCC社に入社し、その2年後（.hack//AI busterの少し前）に碧衣の騎士団に配属される。当時の騎士団長・度会一詩を敬愛していたが、さほど間もなく度会は体調不良により入院。入院している間に黄昏事件が発生し、事態に対応できなかった碧衣の騎士団は解散、度会自身も責任を問われて退社する。渡会の件には放浪AIが関わっていたと知った柴山は仕様外の存在を憎むようになり、この姿勢が後の行動理念に繋がっている。本作の数年前に騎士団は再結成、柴山（＝神威）が団長に就任し、前団長が使用した「ヴォーダンの槍」を復元して使用した。
【アニメ】
瞳の色は両方とも同じに変更された。不正行為排除にハッカー4人組を追い詰めるが、放浪AI・モルティによって騎士団の大多数が未帰還者となったことで責任者の任を解かれ、レキと協力して事件の真相に迫った。
マギ
声 - 白倉麻子
神威の部下。行動的な神威の参謀的な位置づけを務めるが、戦闘能力は凰花と拮抗するほど高い。
プレイヤーはCC社社員の斎藤麻子。
【アニメ】
放浪AI・モルティのデータドレインに巻き込まれて消滅、プレイヤー本人も未帰還者となってしまう、
コミヤン3世（コミヤンさんせい）
声 - 菊池正美
ナルシストな男性PC。自称「孤高王コミヤン」。乗っているプチグソの名前は「オスカル」。嫌味な性格で他者を見下したような発言も多い。シューゴやレナとは現実世界では同級生で、度々シューゴとは小競り合いを繰り広げる。その流れでイベントの最中にデータドレインを被弾、グラフィックが崩壊してしまいシューゴに恨みを抱く。仕返しとして碧衣の騎士団に通報し、シューゴが騎士団に追われる直接的な原因を作る。ちょっとした仕返しのつもりが大事になり、終盤シューゴに非を詫びて和解した。
プレイヤーは中学3年生の小宮山（こみやま）。前述の通り、秀悟や玲奈の同級生である。玲奈には好意を持っている。
【アニメ】
PC異常化により途方にくれていたが、不正プレイヤーとして碧衣の騎士団に捕らわれる。異常化の原因はシューゴだと訴えたことで、騎士団に腕輪の存在が知られてしまう。データドレインによってウィルスに対する耐性ができており、それがモルティとの決戦におけるシューゴらのヒントとなった。

### 漫画版のみに登場するキャラクター
ゼフィ
声 - 米澤円（.hack//Link）
アウラに似た少女で、アウラの“娘”。放浪AI。初対面でアウラの気配が残るシューゴの腕輪に惹かれて懐き、ゼフィとアウラの再会が漫画版の終盤の目的になる。大人しそうに見えて裏表も激しい。掴みどころの無い表情の時は毒舌全開で話し、仕様を超えた行動をとることも多い。
後に発売された『.hack//G.U.』付属のターミナルディスクでは、「サフラン色の髪の少女」という表現で存在が示唆されている。
ロングホーン
HOTARUのプチグソが、ゼフィの力によって仕様外の成長を遂げた姿。飛行能力があり、シューゴたちをネットスラムへと導いた。
カズ

ミストラル

ワイズマン

カイト

ブラックローズ

オルカ

アルビレオ

リコリス

ヘルバ

W・Bイェーツ

### アニメ版のみに登場するキャラクター
砂嵐 三十郎（すなあらし さんじゅうろう）
声 - 増谷康紀

銀漢（ぎんかん）
声 - 千葉一伸

モルティ
声 - 坂本真綾
破損・廃棄データの残滓や吹き溜まりから生まれた放浪AI。その出自からか仮想現実である『The World』の中で“死”という概念について考えるようになり、PC自体に“完全なる死”を与える方法を求めるようになる。やがて同じ疑問を抱く美智と出会い計画を企てるが、計画を邪魔するアウラを疎ましく思うようになる。
作中では、ハッカー4人組・シューゴ一行・碧衣の騎士団の三つ巴の戦いのエリアにて初登場。美智以外の全てのプレイヤーに無差別にデータドレインを発動し、大多数を未帰還者にしてしまう。その後、「幻の都ネーベル・モント」にてシューゴらと対峙、レナにウィルスを感染させアウラを含む全ての存在の消去を試みるが失敗。最期はシューゴのデータドレインから美智に庇われるが、美智を庇い返して消滅した。
美智（みち）
声 - 浅野真澄
小学生ハッカー4人組の1人で、モルティに共感した首謀者。幼い頃に近しい人物と死別しており、それ以来“死”という概念に興味を抱き始める。ゲームの中で死に“完全なる死”を求めていたところモルティと出会って共感し、改造モンスターに倒されたプレイヤーを特定のエリアに転送し「自分は死んだ」という暗示をかけるウイルスを開発し、未帰還者となった「死人」を集めたエリアで擬似的な死後の世界を作ろうと企てた。
モルティの存在を隠したままハッカー仲間3人を集めて、3人にはモルティやウィルスの存在を隠して『The World』での活動を開始した。しかし3人はあくまで利用しただけであり、モルティが行動開始するとデータドレインの犠牲となり未帰還者となっている。モルティに対しても道具にしか過ぎないと感じていたが、モルティが危機に陥った瞬間に無意識に庇う選択をした。モルティに庇われて生き残った美智は、シューゴらとの会話で自らの過ちを悔い、『The World』は“時と場所を越えて大切な人と邂逅できる世界”という意味を見出した。
克幸（かつゆき）
声 - 山本泰輔
ハッカー4人組の1人。4人組の中では一応リーダー格だが、先頭に立って行動することは少ない。男性剣士のPCを使用。
隼人（はやと）
声 - 仲西環
ハッカー4人組の1人。4人組の中では行動派だが、輪を外れて単独行動を行うこともある。男性重槍使いのPCを使用。
大輔（だいすけ）
声 - 川田紳司
ハッカー4人組の1人。楽観的な性格で、4人組の中では影が薄い。男性双剣士のPCを使用。

### 外伝に登場するキャラクター
ブリギッド
玲奈の1stPC。レナよりも堅い印象が見受けられる。銀の長髪に切れ長の目などの特徴がどこか冷やかな雰囲気を漂わせており、その印象はレナのキャラクターと正反対である。散々自己中心的なPCに振り回された友人が『The World』をやめてしまい、ソロでプレイしていたところでRUMORに出会う。そこで彼から.hackersのことを聞いた。現在ブリギッドはほとんど使用されていない。
RUMOR
自身は『The World』が正式稼動した頃（もしくはフラグメントβテスト開始から）のヘビーユーザーと言っていたが、その名の通り噂が擬人化した放浪AI。レナが1st PC・ブリギットを使用していた頃に一度だけ出会った呪紋使い。悪質プレイヤーからの被害と友人の引退という2つの出来事に凹み荒んでいたブリギットとひょんな事から出会い、ブリギッドに.hackersにまつわる噂を語るが、あくまでも噂だけであって真実か否かは全く明言しなかった。
フェアリー
妖精の姿をした放浪AI。初めてログインしたHOTARUにクイズを出す。HOTARUと三十郎が知り合うきっかけとなった。
ルック
デュープやチートなどの不正行為によりレアアイテムを作り出すプレイヤー。不正アイテムの自慢や配布を行ったりすることで満足感を得ていた。しかし、レアハンター・ミレイユとの出会いと冒険が彼に心境の変化をもたらし、不正行為から手を引くことを決意する。

## 語句
カイトの腕輪
アウラがシューゴに授けたアイテム。データドレインと呼ばれる特殊な技を使える。かつてカイトが使用していたものとはおそらく別物で、彼が使用していたものと比べると比較的安全な効果になっている他、他のPCでも視認できる形状になっている。なお、カイト自身は闘いの中で『黄昏の腕輪』を破壊してしまったため、現在は後にアウラから再び授かった『薄明の腕輪』を使用している。
四年前
4年前に起こったネットワーククライシス。その異変はゲーム内に留まらず、リアルでも多くの災害を引き起こし、7人の未帰還者を出した。この事件は、かつて全世界を巻き込んだネットワーククライシス、“Pluto Kiss（冥王のくちずけ）”にちなんで、“Pluto Again（冥王の再来）”と名づけられた。その他にも、この事件の真相を知る一部の者たちからは「.hack（ドットハック）事件」「禍々しき波事件」などの名でよばれている。
.hackers（ドットハッカーズ）
エンディングのあるはずのない『The World』において最後の謎をクリアしたといわれる伝説のパーティ。オリジナルメンバーであるカイトとブラックローズを除いては人数も構成も一切不明のパーティである。本作においてはバルムンクをはじめ複数の人物がシューゴらに.hackersと呼ばれる人物であることを明かしている。
放浪AI
『The World』に存在するNPCの中でも特に高い知能と、人間と変わらない感情をもった存在のこと。基本的にはバグPCとして管理側から削除されてしまうが、特殊な能力を持った者やネットスラムに逃れたりして削除を免れた者も多くいる。さらに、放浪AIの中でも最高の存在であり、『The World』の中枢機能でもあるアウラは究極AIと呼ばれている。
ネットスラム
ハッカーであるヘルバがイリーガルなデータを寄せ集めて創った場所。コミック版ではシューゴがアウラに会う資格があるかどうか試すために、バルムンクが決戦の場として選んだ管理側の入り込めない場所で、アニメ版では新たなルートタウンとして整備中の場所だった。
碧衣の騎士団
管理側が『The World』の秩序を守るために造った団体。以前はアルビレオが騎士長を務めており、彼が会社を辞めてしまった際に解散してしまったが、その意志を継いだ神威によって再び結成された。
データドレイン
『カイトの腕輪』によって使うことのできるイリーガルな特殊能力。使用した相手のデータを書き換えてしまうことができる。カイトが持っていた『黄昏の腕輪』のこの能力はとても危険なもので、一般プレイヤーに使用すると未帰還者にしてしまうほどのものだったが、シューゴに与えられた腕輪はそうならない安全なものになっている。

## アニメ版

### スタッフ
- 監督 - 澤井幸次
- 総監督 - 真下耕一
- シリーズ構成 - 西園悟
- キャラクター原案 - 貞本義行
- キャラクターデザイン - 菊地洋子
- モンスター・アイテムデザイン - 門智昭
- 美術監督 - 海野よしみ
- 色彩設計 - 小島真喜子、佐藤節子
- 撮影監督 - 森下成一、五十嵐慎一
- 編集 - 森田清次
- 音楽 - 吉野裕司、上野洋子
- プロデューサー - 高城一典、森本浩二、島村涼
- 制作 - ビィートレイン
- 製作 - 読売広告社、バンダイビジュアル

### 主題歌
オープニングテーマ「NEW WORLD」
作詞・作曲 - 北川勝利 / 編曲 - ROUND TABLE / 歌・演奏 - ROUND TABLE featuring Nino
エンディングテーマ「Emerald Green」
作詞 - 石川千亜紀 / 作曲・編曲 - 梶浦由記 / 歌 - See-Saw

### 各話リスト
| 話数 | サブタイトル   | 脚本     | 絵コンテ | 演出     | 作画監督       | 放送日        |
| ---- | -------------- | -------- | -------- | -------- | -------------- | ------------- |
| 1    | 伝説の勇者     | 西園悟   | 澤井幸次 | 守岡博   | 菊地洋子       | 2003年 1月8日 |
| 2    | カイトの腕輪   | 西園悟   | 川面真也 | 川面真也 | 番由紀子       | 1月15日       |
| 3    | 不死鳥の羽     | 西園悟   | 有江勇樹 | 有江勇樹 | 岩岡優子       | 1月22日       |
| 4    | 七夕の夜       | 西園悟   | 黒澤雅之 | 黒澤雅之 | 大澤聡         | 1月29日       |
| 5    | 恐怖の館       | 西園悟   | 黒川智之 | 黒川智之 | 門智昭         | 2月5日        |
| 6    | 湯けむりの罠   | 大和屋暁 | 川面真也 | 川面真也 | 番由紀子       | 2月12日       |
| 7    | 黄昏の月       | 西園悟   | 有江勇樹 | 有江勇樹 | 岩岡優子       | 2月16日       |
| 8    | 孤高の騎士     | 西園悟   | 守岡博   | 守岡博   | つばたよしあき | 2月26日       |
| 9    | 崩壊の足音     | 大和屋暁 | 黒澤雅之 | 黒澤雅之 | 大澤聡         | 3月5日        |
| 10   | 幻の都         | 大和屋暁 | 黒川智之 | 黒川智之 | 門智昭         | 3月12日       |
| 11   | 世界の終わり   | 西園悟   | 守岡博   | 守岡博   | 番由紀子       | 3月19日       |
| 12   | 伝説のはじまり | 西園悟   | 澤井幸次 | 澤井幸次 | 菊地洋子       | 3月26日       |

## 書籍
- カドカワコミックス・エース
  - 第1巻 - 2002年7月30日
  - 第2巻 - 2003年2月
  - 第3巻 - 2004年4月3日
  - Complete edition I - 2012年1月26日
  - Complete edition II - 2012年1月26日